# PMC-90
PMC-90 – polski most czołgowy zbudowany na opancerzonym podwoziu czołgu PT-91 Twardy przeznaczony do szybkiego pokonywania z marszu naturalnych i sztucznych przeszkód terenowych (rzek, strumieni, wąwozów, rowów czołgowych, lejów po wybuchach pocisków i skarp o szerokości do 19 m). Pojazd produkowany jest przez zakłady Bumar-Łabędy w Gliwicach.
Na jego podstawie zbudowano nowocześniejszy PMC Leguan, będący częścią składową dostawy wozów bojowych m.in. PT-91M do Malezji.

## Opis konstrukcji
PMC-90 przystosowany został do wykonywania zadań w strefie bezpośredniej i pośredniej styczności z przeciwnikiem, w różnych warunkach terenowych i atmosferycznych przy max. prędkości wiatru do 18 m/s, w warunkach skażeń terenu bronią jądrową, chemiczną i biologiczną i w strefie masowych zniszczeń powstałych na skutek użycia broni jądrowej i konwencjonalnej.
Średnie gąsienicowe podwozie o masie 33 ton bez osprzętu zostało przystosowane do tej roli z czołgu PT-91. Główny napęd stanowi czterosuwowy, wielopaliwowy, wysokoprężny, silnik chłodzony cieczą z doładowaniem sprężarką, S-12U o mocy 625 kW (850 KM), który rozpędza pojazd mostowy do maksymalnej prędkości 60 km/h po szosie. Układ chłodzenia silnika jest cieczowy zamknięty z obiegiem wymuszonym z przedmuchem powietrza przez chłodnice za pomocą wentylatora. Na czepakach w tylniej części kadłuba zainstalowane są dwie 200-litrowe beczki paliwowe, które można automatycznie odrzucić w razie konieczności. Moment obrotowy przenoszony jest na gąsienice przez mechaniczny układ napędowy z przekładnią pośrednią, dwie skrzynie przekładniowe i przekładnie boczne. Dwutarczowe koła jezdne z gumowymi bandażami zawieszone są niezależnie na drążkach skrętnych.
Załogę wozu stanowią dwie osoby: kierowca/mechanik oraz dowódca. Chronieni oni są przed bronią stzrelecką i artyleryjską oraz przez przyrząd GO-27, zapewniający ochronę załogi i wyposażenia wewnętrznego wyrobu przed falą uderzeniową wybuchu jądrowego (broń ABC). Dodatkową ochronę zapewniają wyrzutnie granatów dymnych 902A oraz termiczne agregaty dymotwórcze.
Koleinowe przęsło mostowe waży niecałe 7 ton i ma nośność do 50 ton. Most złożony z 2 lub 3 przęseł ma mniejszą nośność ok. 40 ton. Wymiary mostu: szerokość mostu to 3,45 m bez zamków kotwicznych i 3,89 m z zamkami kotwicznymi. Natomiast długość przęsła złożonego wynosi 10,4 m. Parametry te pozwalają na utrzymanie czołgu PT-91 jak i wiele innych, lżejszych wozów bojowych na wyposażeniu Wojska Polskiego.